# Alexej
Alexej, resp. Alexis je slovanské jméno řeckého původu, které znamená obránce, ten který brání (z řec. alexein). Podobná varianta je Alex nebo Alexandr. Ženskou verzí je Alexa. V českém kalendáři má svátek 3. května.

## Domácké podoby
Současné české domácí zdrobněliny jsou Alíček, Alek, Aly, Ali, Al, Alexík, Alík, Lex, Lexy, Lexík, Lexa.

## Statistické údaje
Následující tabulka uvádí četnost jména v ČR a pořadí mezi mužskými jmény ve srovnání dvou roků, pro které jsou dostupné údaje MV ČR – lze z ní tedy vysledovat trend v užívání tohoto jména:
| Rok       | Četnost   | Pořadí   |
| 1999      | 511       | 212.     |
| 2002      | 533       | 206.     |
| Porovnání | o 22 více | o 6 lépe |
| 2006      | 631       | 217.     |
| 2013      | 743       | 445.     |

Změna procentního zastoupení tohoto jména mezi žijícími muži v ČR (tj. procentní změna se započítáním celkového úbytku mužů v ČR za sledované tři roky 1999–2002) je +5,1%.

## Alexej v jiných jazycích
- Slovensky: Alexej
- Polsky: Aleksy
- Rusky: Aleksej
- Bulharsky: Aleksej
- Srbochorvatsky: Aleksej
- Italsky: Alessio
- Francouzsky, anglicky: Alexis
- Finsky: Aleksis nebo Aleksi
- Ukrajinsky: Oleksij
- Latinsky: Alexius

## Známí nositelé
- Alexej I. Michajlovič – ruský car
- Alexej Nikolajevič – jediný syn posledního ruského cara Mikuláše II., zavražděný bolševiky v roce 1918
- Alexej Alexejevič Abrikosov – ruský fyzik
- Alexej Alexejevič Brusilov – ruský generál
- Alexej Nikolajevič Tolstoj – ruský spisovatel
- Alexej Čepička – československý politik
- Alexej Archipovič Leonov – ruský kosmonaut
- Alexej Pyško – český herec

## Fiktivní Alexejové
- Alexis Colby – postava z amerického seriálu Dynastie
- kníže Alexej – postava z Vančurovy knihy Konec starých časů
- Alexei Stepanov - epizodní postava ze seriálu Světlo a Stíny (hraje Antonín Mašek)